# Имидазопиридин
Имидазопиридини су класа лек ова које дефинише по њиховој хемијској структури. Они су генерално агонисти  ГАБАА рецептора, мада су недавно развијени  инихибитори протонске пумпе из ове класе. Они обично имају слично дејство са бензодиазепинима, иако нису хемијски сродни. Као такви, ГАБА А агонизирајући имидазопиридини, пиразолопиримидин и, и циклопиролон и се понекад групишу заједно и називају "небензодиазепин има".
Имидазопиридини обухватају:
 'Агонисти ГАБАА рецептора'
- Золпидем (Амбиен)
- Алпид
- Сарипидем
- Нецопидем
- ДС-1 (лек)

Инхибитори протонске пумпе
- Тенатопразол